# Lawrence Eng
Lawrence Eng ist ein koreanisch-amerikanischer Sozialwissenschaftler. Er ist Autor mehrerer Veröffentlichungen zum Thema Jugendkultur, insbesondere Otaku. 

## Biografie
Lawrence Eng schloss 1994 die Seoul International School ab und zog danach in die USA. Dort arbeitete er zunächst als Lehrer in einer Kung-Fu-Schule, während er an der Cornell University in Ithaca, New York, Biologie studierte. Ab 1998 arbeitete Eng im Labor des Department of Plant Biology und schloss im Jahr 2000 sein Studium als Master in Plant Biology: Cell and Molecular Biology ab. Ab diesem Jahr war er an der University of California, Davis als Teaching assistant im Bereich der Molekular- und Zellbiologie beschäftigt. 2002 wechselte er an das Rensselaer Polytechnic Institute, in die Abteilung für Wissenschaft und Technologie, als Teaching Assistant. 
2003 begann er als Assistent von Prof. Ron Eglash mit der Erforschung von Jugendkulturen, zunächst der Graffiti-Szene. Dabei betreute er ab diesem Jahr das Projekt Computers for Kids, das Jugendliche im Umgang mit Computern schulen soll. Im Jahr 2006 promovierte Eng in Naturwissenschaft und Technologie mit einer Arbeit über postmoderne Jugendkulturen, insbesondere den Otakus, Fans von Animes und Mangas. Seit 2006 ist er als Product Research Manager bei Opera Software angestellt.

## Veröffentlichungen
- Manga in Grolier Multimedia Encyclopedia. Scholastic Library Publishing, 2005
- Anime in Grolier Multimedia Encyclopedia. Scholastic Library Publishing, 2005
- Otaku in Contemporary Youth Culture: An International Encyclopedia. Westport, Connecticut: Greenwood Publishing Group, 2006
- Understanding the Evolution of the Otaku Concept in Success Stories: Japan. März 2007
- The Fans Who Became Kings in Ga-Netchū! Das Manga Anime Syndrom. 2008

## Vorträge und Mitwirkungen
Lawrence Eng war seit 2001 auf der Veranstaltung Anime Punch! als Redner vertreten, seit 2006 auch als geladener Gast. Im Jahr 2005 war er Teilnehmer zweier Gesprächsrunden der Japan Society in New York zum Thema Otaku sowie 2007 an der University of North Texas in Denton. 